# Erik Nilsson
Erik Nilsson (Malmö, 6 augustus 1916 – Höllviken, 9 september 1995) was een Zweedse voetballer, die met het Zweeds voetbalelftal een gouden medaille won op de Olympische Zomerspelen van 1948. Hij won tevens een bronzen medaille op de Olympische Zomerspelen van 1952. Met het Zweedse team werd hij derde op het WK van 1950. Nilsson heeft ook op het WK van 1938 meegespeeld.
Nilsson speelde zijn gehele professionele carrière voor Malmö FF. Hij heeft wel een aanbod van AC Milan gekregen, maar die heeft hij afgeslagen. Met Malmö werd Nilsson vijf keer landskampioen van Zweden en won hij vijf keer de Beker van Zweden.
In 1950 werd Nilsson uitgeroepen tot Zweeds voetballer van het jaar. In 2003 werd hij opgenomen in de SvFF Hall of Fame. Nilsson overleed in 1995 op negenenzeventigjarige leeftijd.